# Ptychobiosis nigrita
Ptychobiosis nigrita là một loài Trichoptera trong họ Hydrobiosidae. Chúng phân bố ở miền Australasia.